# La Farge (Stati Uniti d'America)
La Farge è un villaggio degli Stati Uniti d'America, situato in Wisconsin, nella contea di Vernon.